# Маркс Дормуа (станция метро)
Маркс Дормуа (фр. Marx Dormoy) — станция линии 12 Парижского метрополитена, расположенная в XVIII округе Парижа. Названа по одноимённой рю, названной в честь французского социалиста Маркса Дормуа.

## История
- Станция открылась 23 августа 1916 года в составе пускового участка Жюль Жоффрен — Порт де ля Шапель тогда ещё линии А компании Север-Юг. В 1931 году станция вошла непосредственно в состав Парижского метрополитена как часть линии 12.
- До 11 мая 1946 года станция называлась Торси, по фамилии французского министра иностранных дел эпохи Людовика XIV Жана-Батиста Кольбера Торси. Переименование было связано с переименованием южного участка рю де ля Шапель в честь Маркса Дормуа, погибшего в 1941 году от рук немецких оккупантов.
- Пассажиропоток по станции по входу в 2011 году, по данным RATP, составил 3 586 107 человек[1]. В 2013 году этот показатель вырос до 3 753 736 пассажиров (139 место по уровню входного пассажиропотока в Парижском метро)[2].

## Путевое развитие
К северу от станции располагается пошёрстный съезд.

## Галерея

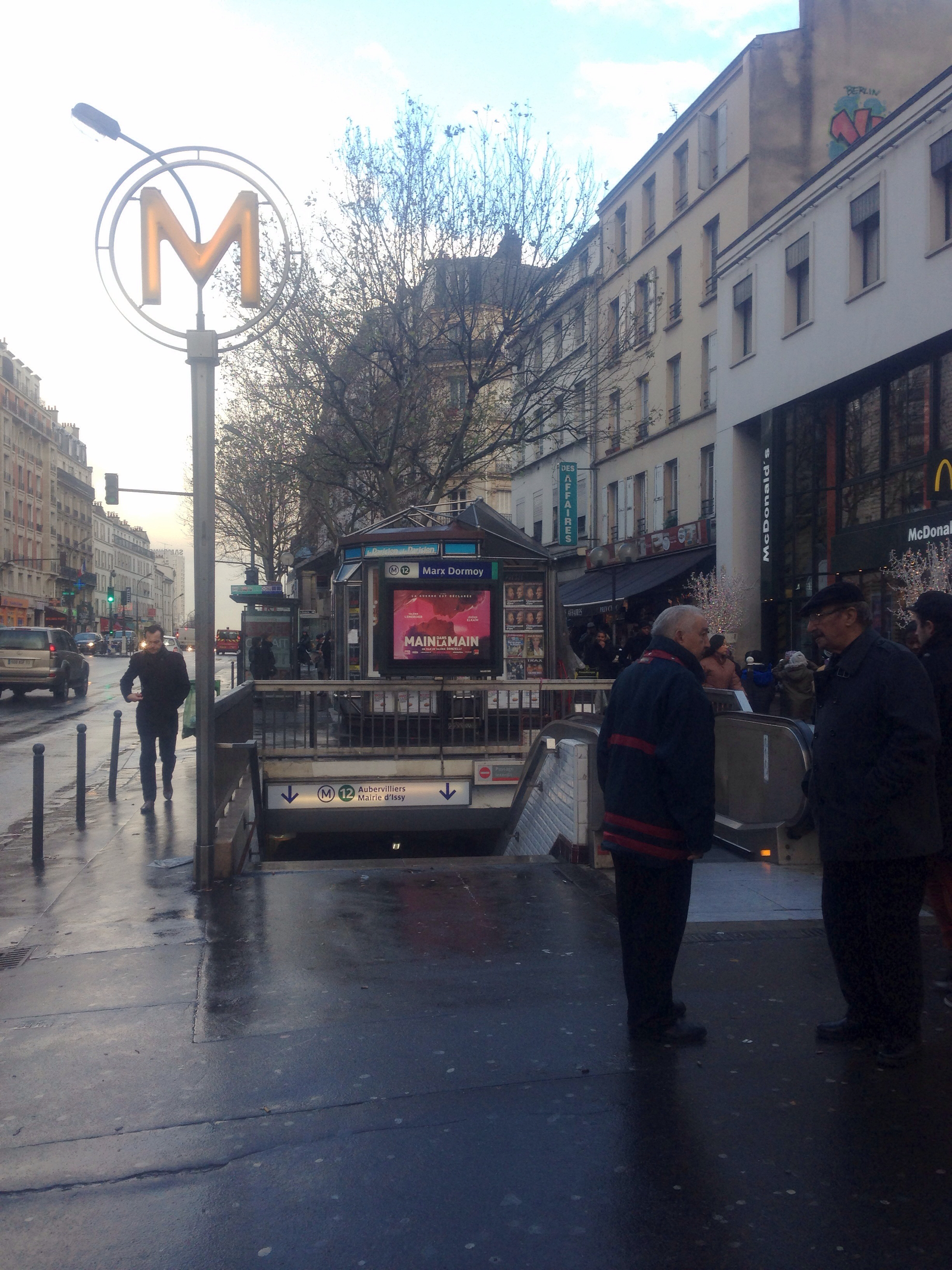
Вход на станцию
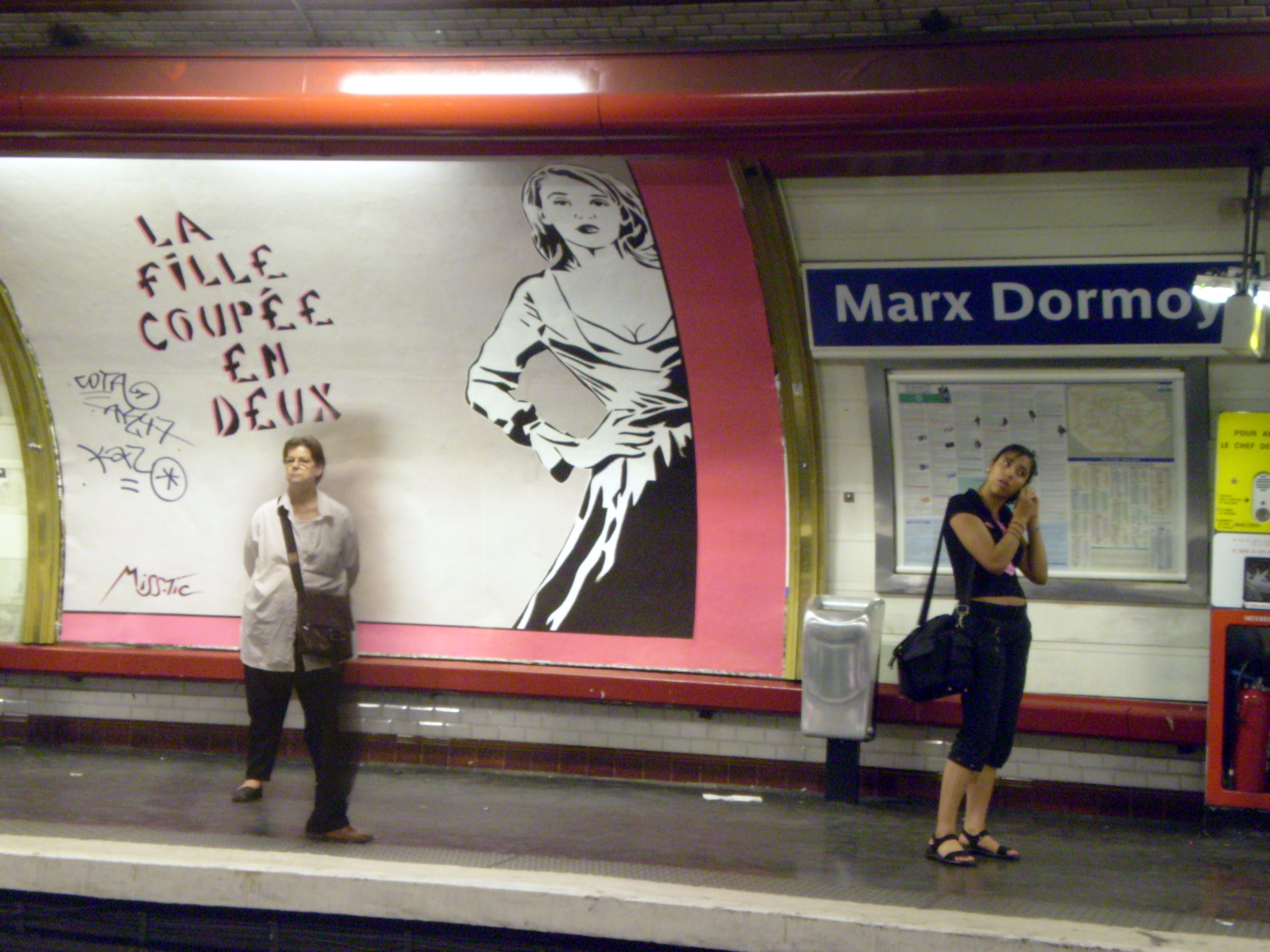
Один из плакатов на путевой стене станции